# Fanzine (álbum)
Fanzine é o segundo álbum musical da banda brasileira de pop rock Hanói-Hanói. Foi lançado em formato LP em 1988 pelo selo SBK Songs/CBS.
Foi neste álbum que foi lançada a música "O Tempo Não Pára", que ficaria famosa na voz do Cazuza, que popularizou sua própria versão.
A capa do disco traz uma foto tirada por Chiquito Chaves para o Jornal do Brasil durante uma operação da Polícia Militar do Estado do Rio de Janeiro na favela da Rocinha em 1987. Na imagem, um garoto olha para a câmera enquanto exibe uma cápsula de uma bomba de gás lacrimogêneo. O encarte é diagramado em formato de fanzine, daí o nome do disco.

## Faixas
| Lado A |                        |                                             |         |  |
| N.º    | Título                 | Compositor(es)                              | Duração |  |
| 1.     | "Felicidade Zen"       | Arnaldo Brandão / Tavinho Paes              | 3:24    |  |
| 2.     | "Fanzine"              | Arnaldo Brandão / Tavinho Paes              | 4:03    |  |
| 3.     | "Se a Gente Não Fosse" | Arnaldo Brandão / Affonsinho / Tavinho Paes | 4:27    |  |
| 4.     | "Plic Plic"            | Arnaldo Brandão / Tavinho Paes              | 4:05    |  |
| 5.     | "Ano do Dragão"        | Arnaldo Brandão / Tavinho Paes              | 4:28    |  |

| Lado B |                    |                                             |         |  |
| N.º    | Título             | Compositor(es)                              | Duração |  |
| 6.     | "Fausto Brasil"    | Arnaldo Brandão / Tavinho Paes              | 4:06    |  |
| 7.     | "Cheira Confusão"  | Arnaldo Brandão / Affonsinho / Tavinho Paes | 4:02    |  |
| 8.     | "Duas Vidas"       | Arnaldo Brandão / Tavinho Paes / Affonsinho | 3:13    |  |
| 9.     | "O Tempo Não Pára" | Arnaldo Brandão / Cazuza                    | 5:08    |  |
| 10.    | "O Sofisma"        | Arnaldo Brandão / Tavinho Paes / Lobão      | 4:19    |  |

## Créditos Musicais
- Arnaldo Brandão - Vocal principal, Baixo elétrico, Guitarra
- Sergio Vulcanis - Guitarra, Back-vocal
- Alex de Holanda - Percussão, Back-vocal
- Edmardo Galli - Bateria, Back-vocal